# Anglosaská misie
Anglosaská misie označuje misijní činnost anglosaských misionářů z Anglie probíhající od konce 7. století ve Skotsku a u některých germánských kmenů na kontinentální Evropě. Anglosasové byli kmen pokřtěný poměrně nedávno před zahájením misií za pomocí gregoriánské a iroskostské misie a jako takovým jim nechyběl zápal pro věc, který nasměřovali k Frísům v dnešním Nizozemí, kteří dlouho odolávali misijní činnosti franských křesťanů, nejvýznamnější z misionářů sv. Bonifác dále pokračoval do horního Hesenska a Durynska. Na rozdíl od Iroskotů navázali Anglosasové úzkou spolupráci s papežem, což jim lépe umožnilo na nově christianizovýych územích vybudovat církevní správu, takže jejich dílo mělo dlouhodobější charakter.
Mezi další misionáře patřili Wilfrid (asi 633–709/710), jeho žák sv. Willibrord, zvaný apoštol Frísů, jehož žákem byl sv. Bonifác, apoštol Německa, dále to byli Willehad, Lebuin, Liudger, bratři Ewaldové a Suidbert, kteří jsou uctíváni jako svatí.